# Takussan Ndar
Le takussan Ndar est une tradition qui subsiste à Saint-Louis du Sénégal. 

## Étymologie
Takussan (ou tàkkusaan en wolof) est un terme qui désigne le milieu de l'après-midi, plus précisément l'heure à laquelle se fait l'une des prières quotidiennes dans l'islam. Ndar est le nom wolof de Saint-Louis.

## Histoire
Cette tradition date de l'ère coloniale. À cette époque, tous les après-midi entre dix sept heures et le crépuscule, dans les artères de la ville, régnait une ambiance très riche en couleurs. Des femmes vêtues à la dernière mode convergeaient vers la place Faidherbe, point de ralliement au quotidien. Dans un air de carnaval, regroupées par mbotayes – sorte d'associations constituées de personnes du même age et de même condition –, elles aimaient à s'y rencontraient rivalisant de belles parures et de beaux boubous et exhalant de parfums voluptueux. Vêtues à la dernière mode, elles venaient des différents quartiers de la ville parfois sur des calèches.

## Évolution de la tradition
De nos jours, lors de grands événements de l'agenda culturel de la commune tels que le Festival international de Jazz de Saint-Louis, cette tradition est revisitée sous forme de défilés de mode, moment d'exhibition du « patrimoine immatériel » saint-louisien qui n'est pas sans rappeler les signares. 